# 색 관리

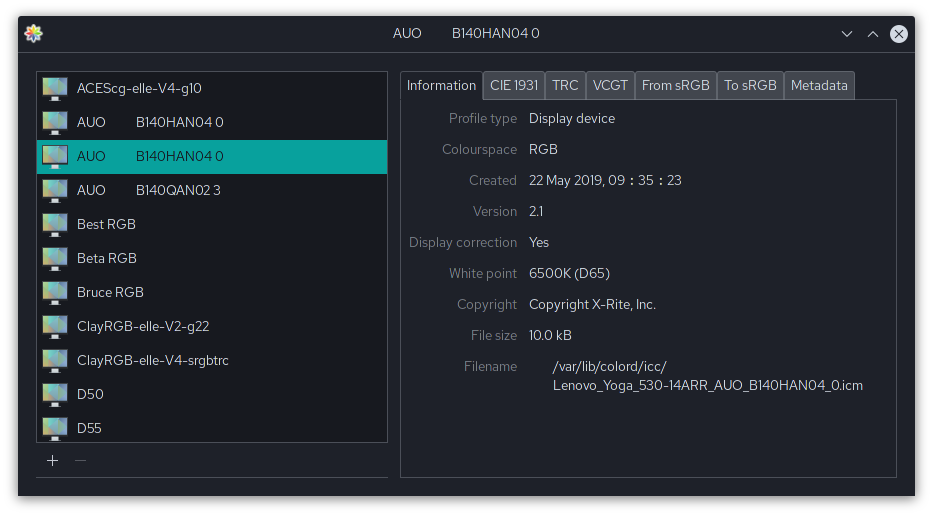

색 관리(色管理)는 디지털 영상 시스템에서 이미지 스캐너, 디지털 카메라, 모니터, TV 화면, 필름 프린터, 컴퓨터 프린터와 같은 여러 장치의 색 표현 간 전환을 가리킨다.
색 관리의 주된 목적은 색 장치 간 양호한 일치점을 얻는 것이다. 이를테면 비디오 한 프레임의 색들은 컴퓨터 LCD 모니터, 플라스마 TV 화면, 인쇄된 포스터에 동일하게 나타나야 한다. 색 관리는 장치들이 필요한 색 강도를 전달할 수 있다면 이러한 모든 장치들에 같은 모습으로 나타낼 수 있게 도와준다.
이 기술의 일부는 운영 체제(OS), 도움말 라이브러리, 응용 프로그램, 장치에 포함되어 있다. 색 관리의 크로스 플랫폼 보기는 ICC 호환 색 관리 시스템을 이용한 것이다. 국제 컬러 협회(ICC)는 다음을 정의하는 산업 컨소시엄이다:
- 운영 체제 수준에서 색 일치 모듈 (CMM, Color Matching Module)을 위한 개방형 표준
- 색 프로파일:
  - 장치: 원본 장치에서 대상 장치로의 완전한 색 변형을 나타내는 장치 연결 프로파일을 포함한다.
  - 작업 공간: 컬러 데이터가 제어되는 색 공간을 가리킨다.

ICC 프로파일을 이용하는 것뿐 아니라 색 관리에는 다른 접근들이 존재한다. 부분적으로는 역사와 관련되어 있고, ICC 표준 이상의 무언가와도 관련되어 있다.
영화와 방송 산업은 동일한 개념들 가운데 다수를 이용하지만 부티크(boutique)적인 해결책에 더 자주 의지한다. 이를테면 영화 산업은 3D LUT (순람표)를 자주 이용하여 완전한 색 변형을 표현한다. 소비자 측면에서 색 관리는 현재 비디오보다는 정적 그림에 더 적용되는데 여기서 색 관리는 현재 초기적 형태이다.

## 하드웨어

### 특징
다양한 출력 장치의 동작을 기술하려면 표준 색 공간과 관련하여 비교(측정)되어야 한다.

## 추가 문헌
- Fraser, Bruce; Bunting, Fred; Murphy, Chris (2004). 《Real World Color Management》. Berkeley, CA, USA: Peachpit Press. ISBN 0-201-77340-6.
- Swartz, Charles S. (2004). 《Understanding Digital Cinema: A Professional Handbook》. Focal Press. ISBN 978-0240806174.
- Morovic, Jan (2008). 《Color Gamut Mapping》. Wiley. ISBN 978-0470030325.

## 같이 보기
- 디지털 인쇄
- 국제 컬러 협회
- IT8